# L'Enlèvement (film, 2004)
Pour les articles homonymes, voir L'Enlèvement.
Pour plus de détails, voir Fiche technique et Distribution.
L'Enlèvement (The Clearing) est un film américano-allemand produit et réalisé par Pieter Jan Brugge, sorti en 2004 et mettant en scène Robert Redford et Willem Dafoe.

## Synopsis
Wayne et Eileen Hayes vivent enfin tranquillement leur rêve américain : belle fin de carrière, enfants déjà adultes et donc pavillon de rêve. Mais leur bonheur vire soudainement au cauchemar quand Wayne est enlevé par un ancien collaborateur, Arnold Mack et retenu prisonnier au fond d'un bois isolé. Très rapidement, la victime, rompue aux tractations les plus difficiles, prend conscience qu'il ne pourra compter sur personne. Son sort repose entièrement entre les mains de son ravisseur, un homme qui n'a plus rien à perdre et tout à gagner. Confronté aux pourparlers les plus importants de son existence, Wayne sait qu'il négocie désormais pour sa propre vie.

## Fiche technique
- Titre original : The Clearing
- Titre français : L'Enlèvement
- Titre québécois : La Clairière
- Réalisation : Pieter Jan Brugge
- Scénario : Justin Haythe, Pieter Jan Brugge et Justin Haythe
- Musique : Craig Armstrong
- Production : Pieter Jan Brugge
- Pays d'origine :  États-Unis,  Allemagne
- Société de production : Fox Searchlight Pictures, Thousand Words, Mediastream Dritte Film GmbH & Co. Beteiligungs KG, Wildwood Enterprises et Blue Ridge Motion Pictures
- Société de distribution : Fox Searchlight Pictures (États-Unis) ; UFD (France)
- Langue originale : anglais
- Format : couleur
- Genre : Drame
- Dates de sortie :
  -  États-Unis : 2 juillet 2004
  -  France :
    - 4 septembre 2004 (Festival de Deauville)
    - 24 novembre 2004

  -  Allemagne : 23 décembre 2004

## Distribution
- Robert Redford (V. F. : Claude Giraud) : Wayne Hayes
- Helen Mirren (V. F. : Annie Le Youdec) : Eileen Hayes
- Willem Dafoe (V. F. : Éric Herson-Macarel) : Arnold Mack
- Alessandro Nivola (V. F. : Adrien Antoine) : Tim Hayes
- Matt Craven (V. F. : William Coryn) : l'agent Ray Fuller
- Melissa Sagemiller : Jill Hayes
- Wendy Crewson (V. F. : Danièle Douet) : Louise Miller
- Larry Pine : Tom Finch
- Diana Scarwid : Eva Finch
- Elizabeth Ruscio : Cindy Mack
- Sarah Koskoff : Lane Hayes
- Gwen McGee (V. F. : Maïk Darah) : l'agent Kathleen Duggan